# Monti del Salzkammergut
I Monti del Salzkammergut (in tedesco Salzkammergut-Berge) sono una sottosezione delle Alpi del Salzkammergut e dell'Alta Austria, in Austria (Salisburghese e Alta Austria). La vetta più alta è il Gamsfeld che raggiunge i 2.028 m s.l.m.. Prendono il nome dal Salzkammergut, area geografica austriaca di particolare pregio.

## Classificazione

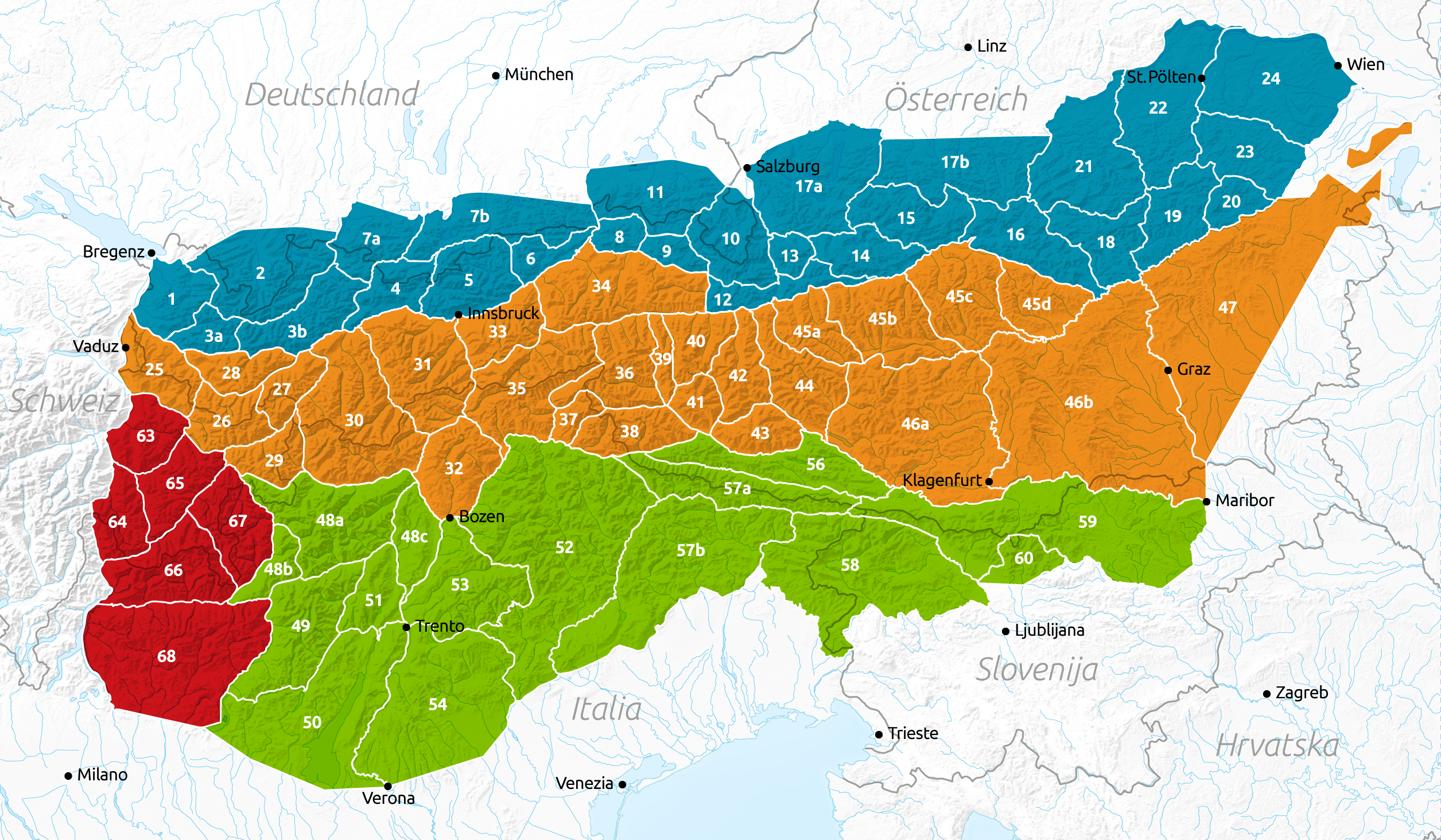
I Monti del Salzkammergut secondo l'AVE sono individuati dal numero 17a.

Secondo la SOIUSA i Monti del Salzkammergut sono una sottosezione alpina con la seguente classificazione:
- Grande parte = Alpi Orientali
- Grande settore = Alpi Nord-orientali
- Sezione = Alpi del Salzkammergut e dell'Alta Austria
- Sottosezione = Monti del Salzkammergut
- Codice = II/B-25.II

Secondo la Partizione delle Alpi sono parte delle Alpi Salisburghesi.
Secondo l'AVE costituiscono il gruppo n. 17a di 75 nelle Alpi Orientali.

## Delimitazioni
I Monti del Salzkammergut:
- a nord si stemperano nelle colline austriache;
- ad est prima confinano con le Prealpi dell'Alta Austria (nella stessa sezione alpina);
- ad est poi confinano con i Monti Totes (nella stessa sezione alpina);
- a sud prima confinano con i Monti del Dachstein (nella stessa sezione alpina);
- a sud poi confinano con i Monti di Tennen (nelle Alpi Settentrionali Salisburghesi) e separati dal corso del fiume Lammer;
- a sud-ovest e ad ovest con le Alpi di Berchtesgaden (nelle Alpi Settentrionali Salisburghesi) e separate dal corso del fiume Salzach.

## Suddivisione
Si suddividono in quattro supergruppi, otto gruppi e venti sottogruppi:
- Catena Gamsfeld-Osterhorn  (A)
  - Gruppo del Gamsfeld (A.1)
    - Costiera del Kalmberg (A.1.a)
    - Costiera del Gamsfeld (A.1.b)
    - Costiera del Rinkogel (A.1.c)
    - Costiera Sonntagskarkogel-Hainzen (A.1.d)

  - Gruppo dell'Osterhorn (A.2)
    - Costiera Hohe Zinken-Egelseehörndl (A.2.a)
    - Costiera del Königsberghorn (A.2.b)
    - Costiera Hochwieskopf-Gruberhorn (A.2.c)
    - Costiera dello Schmittenstein (A.2.d)
- Prealpi di Salisburgo (B)
  - Monti di Faistenau (B.3)
    - Gruppo del Lidaun (B.3.a)
    - Gruppo dello Schober (B.3.b)
    - Gruppo dello Schwarzenberg (B.3.c)

  - Massiccio del Kolomannsberg (B.4)
- Catena Schafberg-Höllen (C)
  - Gruppo dello Schafberg (C.5)
    - Costiera dello Schafberg (C.5.a)
    - Costiera del Leonsberg (C.5.b)

  - Massiccio dell'Höllen (C.6)
    - Costiera dell'Höllkogel (C.6.a)
    - Costiera Kesselgupf-Steinkogel (C.6.b)
    - Costiera del Brunnkogel (C.6.c)
- Monti del Mondsee e di Gmundn (D)
  - Monti del Mondsee (D.7)
    - Massiccio dell'Hochplettspitze (D.7.a)
    - Massiccio del Külmspitze (D.7.b)

  - Monti di Gmundn (D.8)
    - Massiccio del Krahberg (D.8.a)
    - Massiccio dell'Alpenberg (D.8.b)

## Vette principali

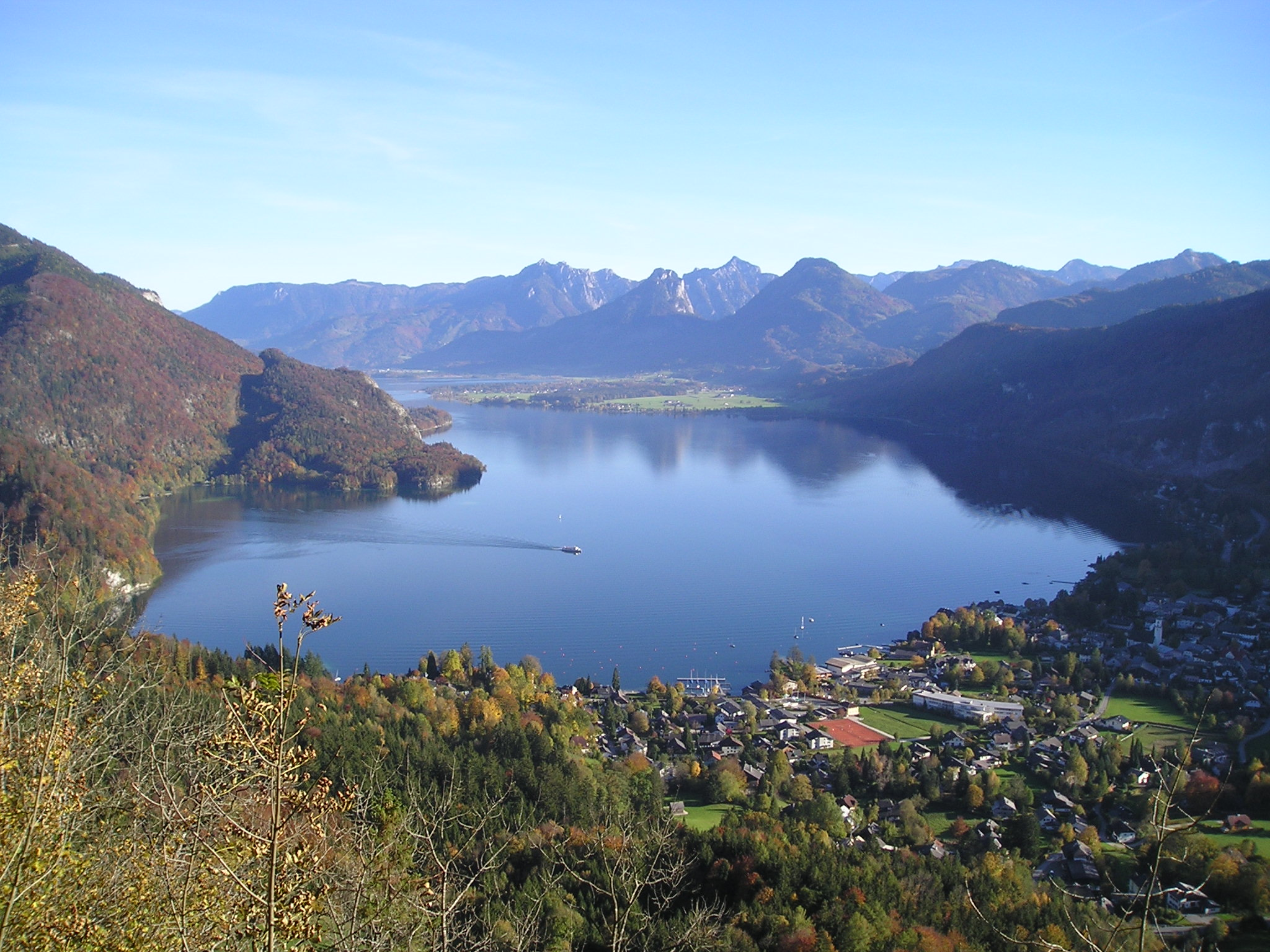
Il lago Wolfgang e i Monti del Salzkammergut.

- Gamsfeld, 2028 m
- Grosser Höllkogel, 1862 m
- Rinnkogel, 1823 m
- Schafberg, 1782 m
- Hoher Zinken, 1764 m
- Leonsberg, 1745 m
- Brunnkogel, 1706 m
- Schmittenstein, 1696 m
- Hochleckenkogel, 1691 m
- Einberg, 1689 m
- Hainzen, 1639 m
- Brennerin, 1602 m
- Feuerkogel, 1592 m
- Zwölferhorn, 1520 m
- Gaisberg, 1288 m
- Drachenwand, 1176 m
- Kolomannsberg, 1114 m
- Schoberstein, 1037 m